# Paddington (Paddington Basin)
Paddington is een metrostation in Londen van de metro van Londen aan de Hammersmith & City Line en de Circle Line. Het ligt aan de noordkant van spoorwegstation Paddington naast het Paddington Basin.

## Geschiedenis
Het station werd onder de naam Paddington (Bishop's Road) geopend op 10 januari 1863 als het westelijke eindpunt van de Metropolitan Railway (MR), de latere Metropolitan Line, de eerste metrolijn ter wereld. Het stationsgebouw werd gebouwd langs de brug van de Bishop's Road over het emplacement van de Great Western Railway (GWR), de latere Bishop's Bridge Road. De diensten werden aanvankelijk uitgevoerd met rollend materieel van de GWR, hiertoe was het traject tot Farringdon voorzien van zowel breedspoor als normaalspoor. In juli 1864 was er voldoende metromaterieel om de dienst geheel met eigen MR materieel op normaalspoor uit te voeren. Het breedspoor werd daarna nog gebruikt voor doorgaande goederendiensten van de GWR.
Op 9 mei 1864 ontplofte de vuurkist van een metro die klaarstond voor vertrek naar de binnenstad. De machinist, stoker, een medewerker op het perron en een reiziger in een aankomende trein raakten gewond. Door de klap werden brokstukken tot 123 meter weggeslingerd en de stationskap, de muur langs de toegangstrap en het rijtuig van de binnenkomende metro raakten beschadigd. 
Op 13 juni 1864 begon GWR diensten over de die dag geopende Hammersmith & City Railway (H&CR), tussen Paddington en Hammersmith. De MR begon zelf diensten naar Hammersmith in 1865, daarbij maakte ze tussen Paddington en de aansluiting Westbourne Park, ongeveer een mijl westelijker, gebruik van de hoofdlijn van GWR. Vertragingen op de hoofdlijn waren aanleiding om eigen sporen voor de metro te leggen die op 30 oktober 1871 werden geopend.
Op 1 oktober 1868, opende MR een aansluiting 320 meter ten westen van Edgware Road ten behoeve van de Kensington-tak naar Gloucester Road. Aan deze tak kwam het metrostation Paddington (Praed Street) aan de zuidkant van het spoorwegstation. 
Op 1 augustus 1872 begonnen de GWR en de District Railway (DR), de '"Middle Circle"' dienst tussen Moorgate en Mansion House langs de westrand van de stad, via Paddington, de West London Line en de District Line. Deze dienst werd op 31 januari 1905 gestaakt. 
De lijn door het station stond tot 1990 op de kaart als MR en later Metropolitan Line, sindsdien is de naam Hammersmith & City Line en wordt Metropolitan Line gebruikt voor de diensten van en naar Metroland in het noordwesten van de stad.

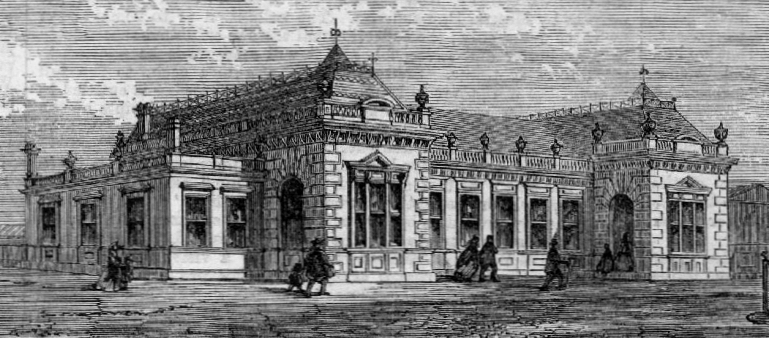
Het station in 1862, kort voor de opening.
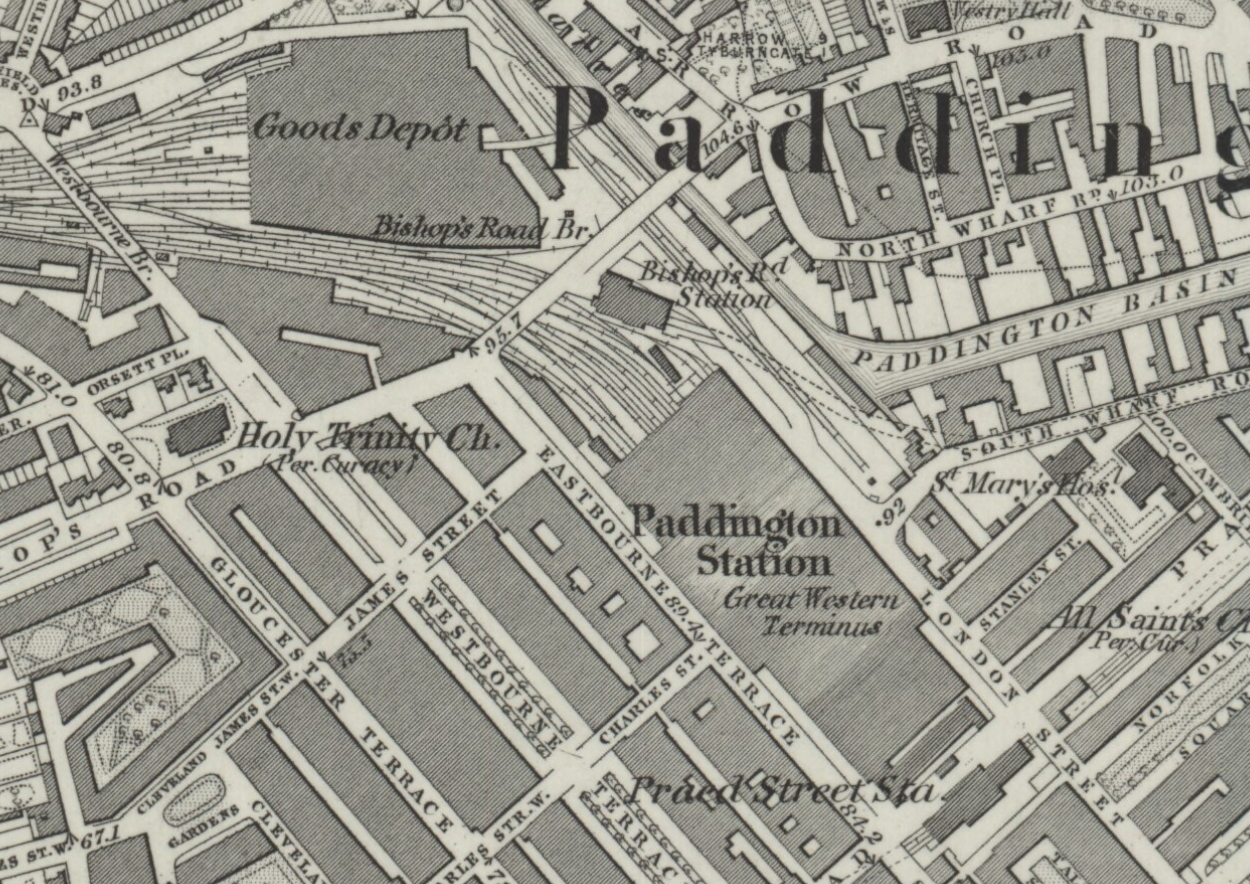
Paddington en omgeving in 1874.
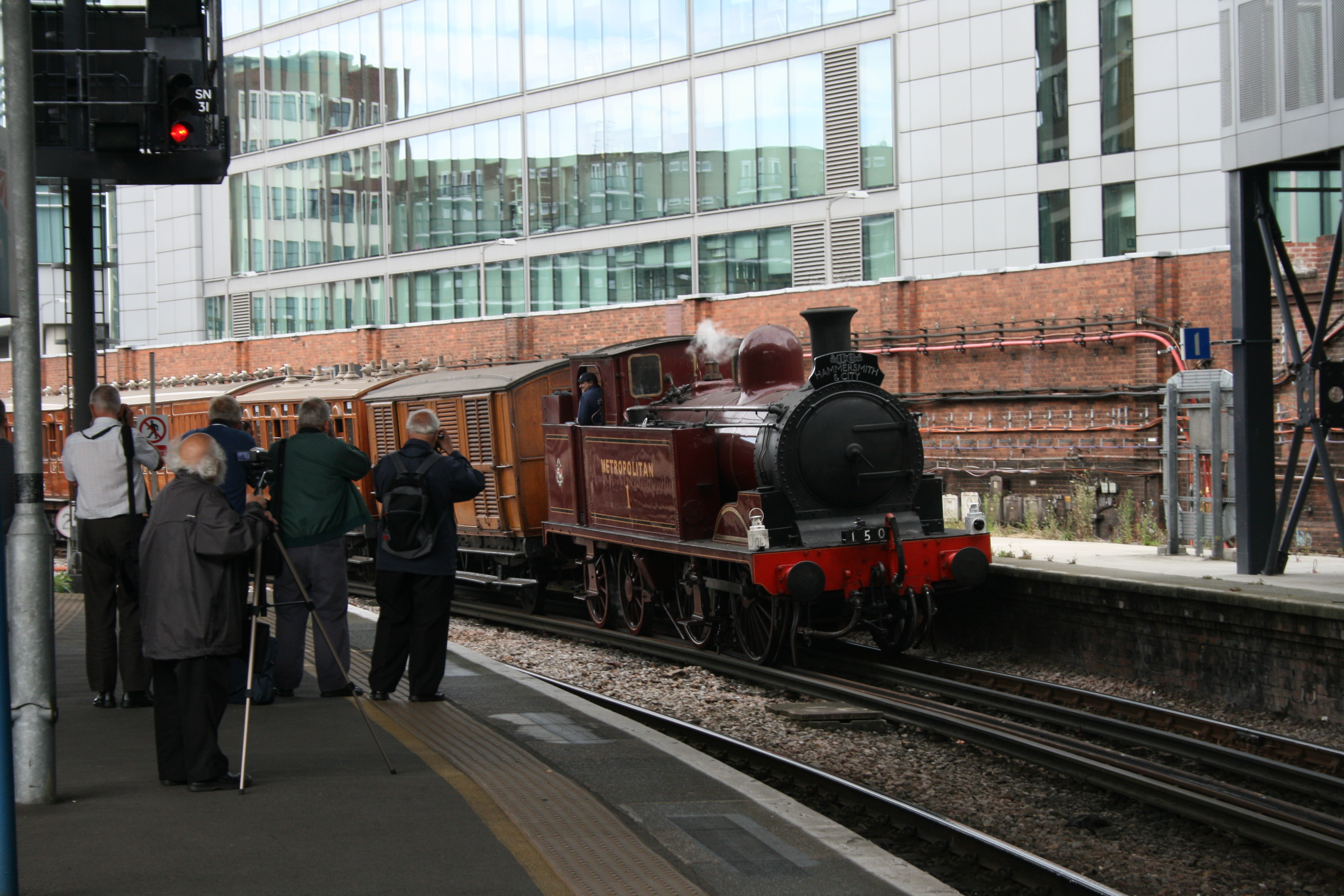
Een oorspronkelijke stoommetro tijdens een museumrit in 2014.

In december 2009 begonnen ook metro's van de Circle Line het station te bedienen. Aanvankelijk bereed de Inner Circle, de latere Circle Line, de door MR en DR aangelegde sporen als een ringlijn om de binnenstad en stopte bij Paddington alleen bij Praed Street aan de zuidkant. Om de betrouwbaarheid en de frequentie van de dienst te verbeteren werd de Hammersmith-tak onderdeel van de route van de Circle Line. De metro's van de Circle Line rijden sindsdien tegen de klok in vanaf Edgware Road en na een rondje om de binnenstad via de perrons bij Paddington Basin naar Hammersmith. In omgekeerde richting eindigen de metro's na hun rondje om de binnenstad bij Edgware Road. In 2012 – 2013 werd het station opgeknapt, met langere perrons, een betere toegang, betere verbindingen met het spoorwegstation en een nieuw stationsgebouw.  

## Reizigersdienst
De frequentie van de metrodiensten varieert gedurende de dag, maar tijdens de normale dienst rijdt de  Hammersmith & City Line om de tien minuten in beide richtingen, oostwaarts van 4:50 uur tot 0:42 uur en westwaarts van 5:22 uur tot 0:53 uur. De Circle Line rijdt op dezelfde sporen eveneens om de 10 minuten, oostwaarts van 4:58 uur tot 23:43 uur en westwaarts van 6:40 uur tot 0:45 uur.
Op de metrokaart zijn het metrostation aan de zuidkant en dat aan de noordkant als een geheel weergegeven en worden de reizigerstellingen gecombineerd, maar de overstappers moeten buiten de poortjes door de stationshal om bij het andere station te komen. Als dat binnen een bepaalde tijd gebeurt hoeft niet opnieuw het instaptarief betaald te worden. Hetzelfde geldt voor overstappers van/naar Lancaster Gate aan de Central Line en Marylebone die over straat naar het andere station gaan.
Hammersmith · 
Goldhawk Road · 
Shepherd's Bush Market · 
Wood Lane · 
Latimer Road · 
Ladbroke Grove · 
Westbourne Park · 
Royal Oak · 
Paddington · 
Edgware Road · 
Baker Street · 
Great Portland Street · 
Euston Square · 
King's Cross St. Pancras · 
Farringdon · 
Barbican · 
Moorgate · 
Liverpool Street · 
Aldgate · 
Tower Hill · 
Monument · 
Cannon Street · 
Mansion House · 
Blackfriars · 
Temple · 
Embankment · 
Westminster · 
St. James's Park · 
Victoria · 
Sloane Square · 
South Kensington · 
Gloucester Road · 
High Street Kensington · 
Notting Hill Gate · 
Bayswater · 
Paddington · 
Edgware Road
Hammersmith · 
Goldhawk Road · 
Shepherd's Bush Market ·
Wood Lane · 
Latimer Road · 
Ladbroke Grove · 
Westbourne Park · 
Royal Oak · 
Paddington · 
Edgware Road · 
Baker Street · 
Great Portland Street · 
Euston Square · 
King's Cross St. Pancras · 
Farringdon · 
Barbican · 
Moorgate · 
Liverpool Street · 
Aldgate East · 
Whitechapel · 
Stepney Green · 
Mile End · 
Bow Road · 
Bromley-by-Bow · 
West Ham · 
Plaistow · 
Upton Park · 
East Ham · 
Barking